# Jon Rønningen
Jon Rønningen, född den 28 november 1962 i Oslo i Norge, är en norsk brottare som tog OS-guld i flugviktsbrottning i den grekisk-romerska klassen 1988 i Seoul och därefter OS-guld igen i samma viktklass 1992 i Barcelona.